# 이상조 (청주시의원)
이상조(李相助, 1970년 4월 7일, 충청북도 청주시 ~ )는 문화 기획자이자 대한민국의 제3대 충청북도 청주시의원이다.

## 학력
- 한벌국민학교 33회 졸업
- 청주남중학교 39회 졸업
- 청주상업고등학교 49회 졸업
- 건국대학교 법학과 졸업
- ~ 2019 중앙대학교 국악교육대학원 교육학 석사

## 경력
- 전)신한은행 기업금융팀장
- 전)탑•대성동 주민자치위원
- 전)청주문화원 이사
- 전)다락방의불빛 사회적협동조합 이사장
- 전)한국예술문화단체총연합회 충청북도연합회 부회장
- 국제로타리 3740지구 리더스클럽 회원
- 한국국악협회 충청북도지회 부회장
- 충북챔버오케스트라 단장
- 충청북도 인재평생교육진흥원 심의위원
- 2023.04 ~ 2026.06 제3대 충청북도 청주시의회 의원
- 2023.04 ~ 2024.07 제3대 충청북도 청주시의회 도시건설위원회 위원
- 제3대 충청북도 청주시의회 예산결산특별위원회 위원
- 제3대 충청북도 청주시의회 의회운영위원회 위원
- 제3대 충청북도 청주시의회 경제문화위원회 부위원장
- 국민의 힘 충청북도당 문화예술특별위원회 위원장
- 청주시의회 의정소식 편집위원장

## 수상
- 2019 통일부장관 표창
- 2019 충청북도지사 표창

## 역대 선거 결과
| 실시년도 | 선거       | 대수 | 직책   | 선거구                  | 정당     | 득표수  | 득표율          | 순위 | 당락 | 비고           |
| -------- | ---------- | ---- | ------ | ----------------------- | -------- | ------- | --------------- | ---- | ---- | -------------- |
| 2023년   | 4·5 재보선 | 12대 | 시의원 | 충북 청주시 (나 선거구) | 국민의힘 | 5,851표 | \| \| 48.38% \| | 1위  |      | 초선, 민선 8기 |
|          | 48.38%     |      |        |                         |          |         |                 |      |      |                |

## 참고 자료
- 유튜브 홈페이지
- 이상조 - 페이스북
- 이상조 - 인스타그램